# اتحاد سونابل الرياضي
اتحاد سونابل الرياضي هو نادي بوركينابي لكرة القدم مقره في واغادوغو وتأسس في عام 1990. يلعبون مبارياتهم على أرضهم في ملعب لا سونابيل. يأخذ النادي والملعب اسمهما من (SONABEL؛ الشركة الوطنية للكهرباء في بوركينا فاسو).

## الإنجازات
- دوري بوركينا فاسو الممتاز

الفائز: 2021.
الوصيف: 2012.
- كأس بوركينا فاسو

الفائز :
الوصيف: 2011, 2013, 2016, 2019.
- كأس سوبر بوركينا فاسو

الفائز: 2019, 2021.
الوصيف: 2013, 2016.